# Kristall (Mir)
För andra betydelser, se Kristall (olika betydelser).

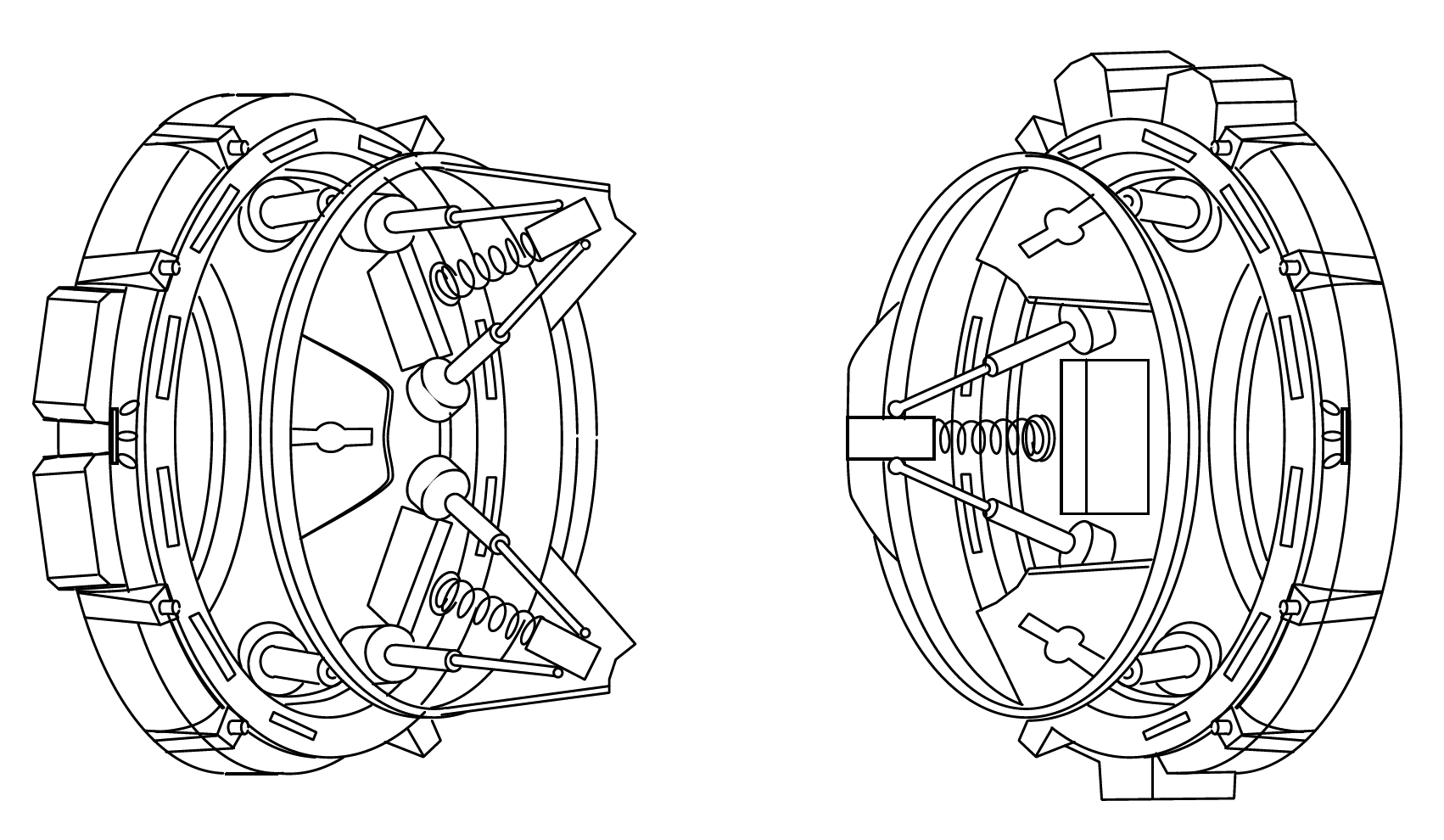
APAS-89

Kristall (ryska: Кристалл) var en självdriven trycksatt modul på den sovjetiska och senare ryska rymdstationen Mir. Den sköts upp med en Proton-K-raket från Kosmodromen i Bajkonur den 31 maj 1990. Den dockade med rymdstationen den 10 juni. Modulen var ett teknik-, material-, geofysik- och astrofysiklaboratorium.
Ett av modulens huvudsyften var att agera dockningsport för de sovjetiska rymdfärjorna av typen Buran. Det var tänkt att Sovjets andra rymdfärja Ptitjka i början av 1990-talet skulle docka med Kristall. 
Det sovjetiska rymdfärjeprogrammet lades dock ner i början av 1990-talet. När den amerikanska rymdfärjan Atlantis och Mir dockade för första gången 1995, dockade Atlantis direkt med Kristall som då hade flyttats från sin vanliga plats för att färjan skulle kunna komma åt den utan att kollidera med Mirs solpaneler.

## Anslutningar
Kristall hade tre dockningsportar.
- För: Dockningsport för rymdfärjor. Senare anslutning för Dockningsmodulen.
- Akter: Anslutning till DOS-7, Mirs huvudmodul.
- Radial: Dockningsport för rymdfärjor.

## Uppskjutning
Modulen sköts upp den med en Proton-K-raket. Den 10 juni 1990 den själv med Mirs främre dockningsport.
Med hjälp av Lgppa-armen flyttades modulen till DOS-7-modulens Nadirtport den 11 juni.

## Öde
Kristall och övriga delar av Mir brann upp den 23 mars 2001 då stationen avsiktligt återinträdde i jordens atmosfär. Rester av den slog ner i Stilla havet öster om Nya Zeeland.

## APAS-89
Två av modulens dockningsportar var av typen APAS-89. De hade stora likheter med APAS-75 som användes under ASTP i juli 1975. APAS-89 var tänkt att användas för dockningar mellan Mir och sovjetiska rymdfärjor.
Den axiella port provades 1993 av Sojuz TM-16 och 1995 dockade den amerikanska rymdfärjan Atlantis med denna port. Senare samma år anslöts Dockningsmodulen till denna port.
Den radiella port blev aldrig använd.

## Dockningar
|  | Farkost           | Port  | Dockning (UTC)            | Urdockning (UTC)      |
|  | ----------------- | ----- | ------------------------- | --------------------- |
|  | DOS-7             | Akter | 10 juni 1990, 10:47:22    | 11 juni 1990          |
|  | DOS-7             | Akter | 11 juni 1990              | 26 maj 1995 23:07:44  |
|  | Sojuz TM-16       | För   | 26 januari 1993 07:31:16  | 22 juli 1993 03:01:02 |
|  | DOS-7             | Akter | 27 maj 1995 00:36:10      | 29 maj 1995           |
|  | DOS-7             | Akter | 29 maj 1995 23:30         | 10 juni 1995 17:30    |
|  | DOS-7             | Akter | 10 juni 1995              | 17 juli 1995 02:51:56 |
|  | Atlantis (STS-71) | För   | 29 juni 1995, 13:00:16    | 4 juli 1995, 11:09:42 |
|  | DOS-7             | Akter | 17 juli 1995 04:30        |                       |
|  | Dockningsmodul    | För   | 15 november 1995 06:27:38 |                       |